# Bugonia

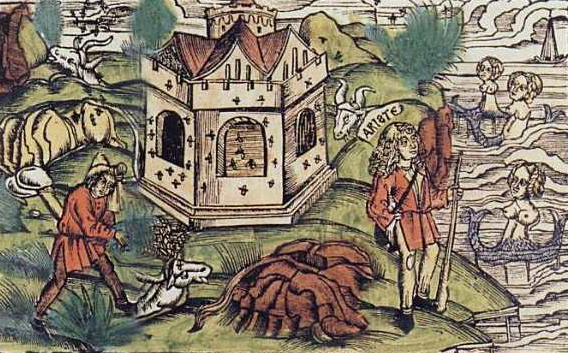
Aristeo e la bugonia. Virgil Georgiche. Lyon. 1517

La bugonia è un episodio delle Georgiche di Virgilio; illustra la credenza, molto comune dall'antichità fino al XVII secolo, della generazione spontanea della vita.
Il termine è citato nel Quarto libro delle Georgiche (IV, 528-558) dove è raccontato un episodio in cui, dalla carcassa di un animale morto, nasce uno sciame di api. Il fenomeno vi fa da spunto per collegarsi all'epillio su Orfeo ed Euridice, narrando la loro connessione col pastore Aristeo (Georg. IV, 317-452), grazie alla tecnica alessandrina dell'áition, con la quale si voleva ricercare nella mitologia le radici di un'usanza.
Virgilio narra la storia del pastore Aristeo, apicoltore, cui morivano le api. Allora ne chiede il motivo al dio Proteo, che gli rivela essere una punizione dagli dei perché egli, seppur involontariamente, aveva causato la morte della bella Euridice. Ella era la promessa sposa del cantore Orfeo, morta perché morsa da un serpente durante la fuga dal pastore Aristeo, che se n'era innamorato appena l'aveva scorta. Orfeo, sconvolto dalla sua morte, decide di scendere negli Inferi dove, grazie al suo canto, ottiene la restituzione dell'amata, a patto che non si volti per guardare lei, alle sue spalle, durante la risalita nel mondo dei vivi. Ma la tentazione è troppo forte, così egli si gira a un passo dall'uscita, ma così facendo la perde per la seconda volta e per sempre. 
L'epillio si conclude con il racconto della morte di Orfeo, ucciso dalle baccanti (le sacerdotesse del culto di Bacco) che egli aveva rifiutato, rimanendo fedele a Euridice. 
Interviene la madre di Aristeo che lo invita a fare un rito purificatorio sacrificando quattro tori in modo da chiedere il perdono agli dei. Aristeo compie il sacrificio e dopo il rito assiste al fenomeno della bugonia: le api rinascono dalla carcassa dei tori morti.
L'episodio è ripreso da Ovidio, che ne dà una versione più breve senza menzionare la colpa di Aristeo, in Fast. I, 363-380.
Una storia simile è narrata nella Bibbia, (Giudici 14,14) in cui Sansone pone il seguente enigma: "Dal mangiatore è uscito del cibo, e dal forte è uscito il dolce" riferito allo sciame delle api (che producono il miele, sostanza dolce) trovato all'interno del corpo di un leone morto.